# Рівненський природний заповідник
Рі́вненський приро́дний запові́дник — другий за розміром природний заповідник в Україні. Розташований на півночі Рівненської області, в межах Вараського і Сарненського районів.

## Історія створення
Заповідник був створений згідно з Указом Президента України від 3 квітня 1999 року № 356 на площі 47 046,8 га, проте згідно з постановою Кабінету Міністрів України від 14 серпня 2003 року № 1271 заповіднику було передано у постійне користування земельну ділянку площею лише 42 288,7 га. Заповідник створено з метою збереження у природному стані типових та унікальних природних комплексів українського Полісся.

## Локалізація
Територія заповідника складається з 4 масивів (один масив — на північний захід від міста Вараш, три — на північний схід від міста Сарни) і розташована на території 6 лісництв: Північного, Старосельського, Бельського, Білоозерського, Карасинського і Грабунського. На північному сході заповідник межує з Житомирською областю, на північному заході — з Волинською, а на півночі — з Республікою Білорусь.

## Загальний опис
У заповіднику представлені болота всіх типів, які трапляються на українському Поліссі. Найбільшою різноманітністю боліт визначається Білоозерська ділянка, де добре представлені болота з багатим живленням — низинні (евтрофні). На решті ділянок переважають сфагнові болота.
Чотири окремі ділянки заповідника з 1984 року мали статус заказників загальнодержавного значення:
- ландшафтний заказник «Білоозерський» (Володимирецький район),
- загальнозоологічний заказник — «Перебродівський» (Дубровицький та Рокитнівський райони),
- ботанічний заказник — «Сира Погоня» (Рокитнівський район),
- гідрологічний заказник — «Сомине» (Сарненський район).

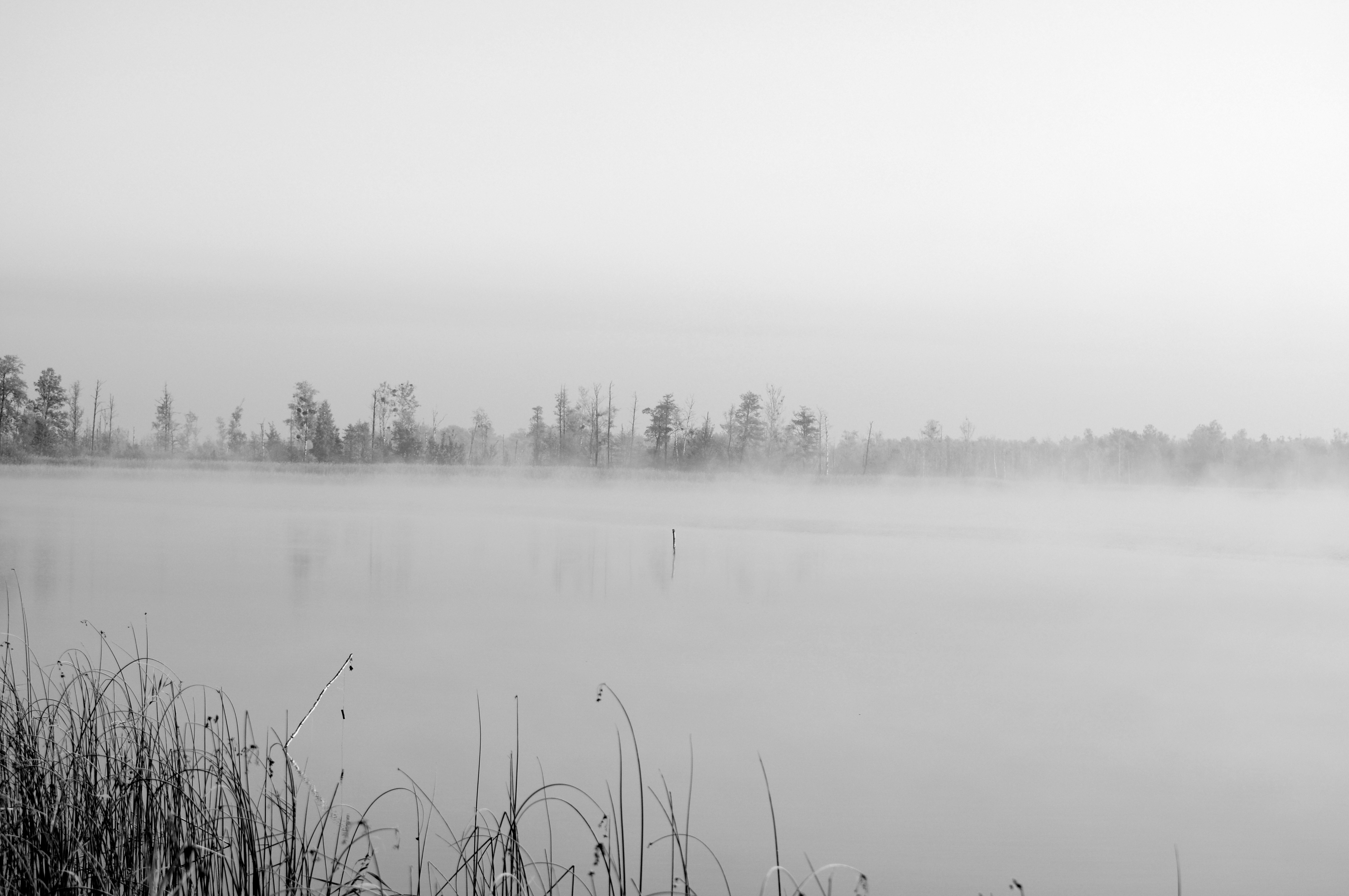
Сомине

Згідно з фізико-географічним районуванням України, територія заповідника належить до Волинського Полісся зони мішаних лісів. Білоозерський масив заповідника входить до Верхньоприп'ятського фізико-географічного району, в якому багато озер як карстового, так і заплавного походження. Близько 10 % площі району займають болота. Масиви «Сомине», «Сира Погоня» та «Переброди» належать до Нижньогоринського фізико-географічного району. Ця територія є найбільш заболоченою частиною українського Полісся. Болота тут займають близько 20 % площі.

## Клімат
Клімат району розташування заповідника порівняно вологий і теплий. Сума річних опадів становить 550—600 мм, період активної вегетації 150—155 днів. Це зона достатнього зволоження з середньою температурою липня +18,5 °C, січня −5,5 °C і середньорічною температурою +6—7°С.

## Геоморфологія
За геоморфологічними умовами це низовина, кристалічний фундамент якої залягає на глибині до 200 м і перекритий льодовиковими, водно-льодовиковими та алювіальними відкладами. Серед чотирьох ділянок заповідника морена виявлена лише на Білоозерській. Ґрунти всіх чотирьох ділянок — переважно торфи.

## Рослинність
У рослинному покриві території заповідника переважають ліси (48,3 %) і болота (48,0 %). Серед лісів основні площі займають соснові ліси. На багатьох ділянках у деревостані є значна участь берези, проте березово-соснові ліси в соснових масивах трапляються розсіяно. На локальних площах сформувались листяні ліси з участю граба та місцями дуба. Зовсім незначні площі займають ліси формації вільхи чорної.
Болотна рослинність заповідника є дуже своєрідною. У її складі переважають мезотрофні (перехідні) болота, в меншій мірі оліготрофні (верхові). Болота цих двох класів формацій, на яких розвинений сфагновий покрив, становлять близько 80 % усіх боліт заповідника. Евтрофні (низинні) болота займають 10—15 % площ боліт заповідника (решту становлять болота проміжної за живленням групи — олігомезотрофні та еумезотрофні).

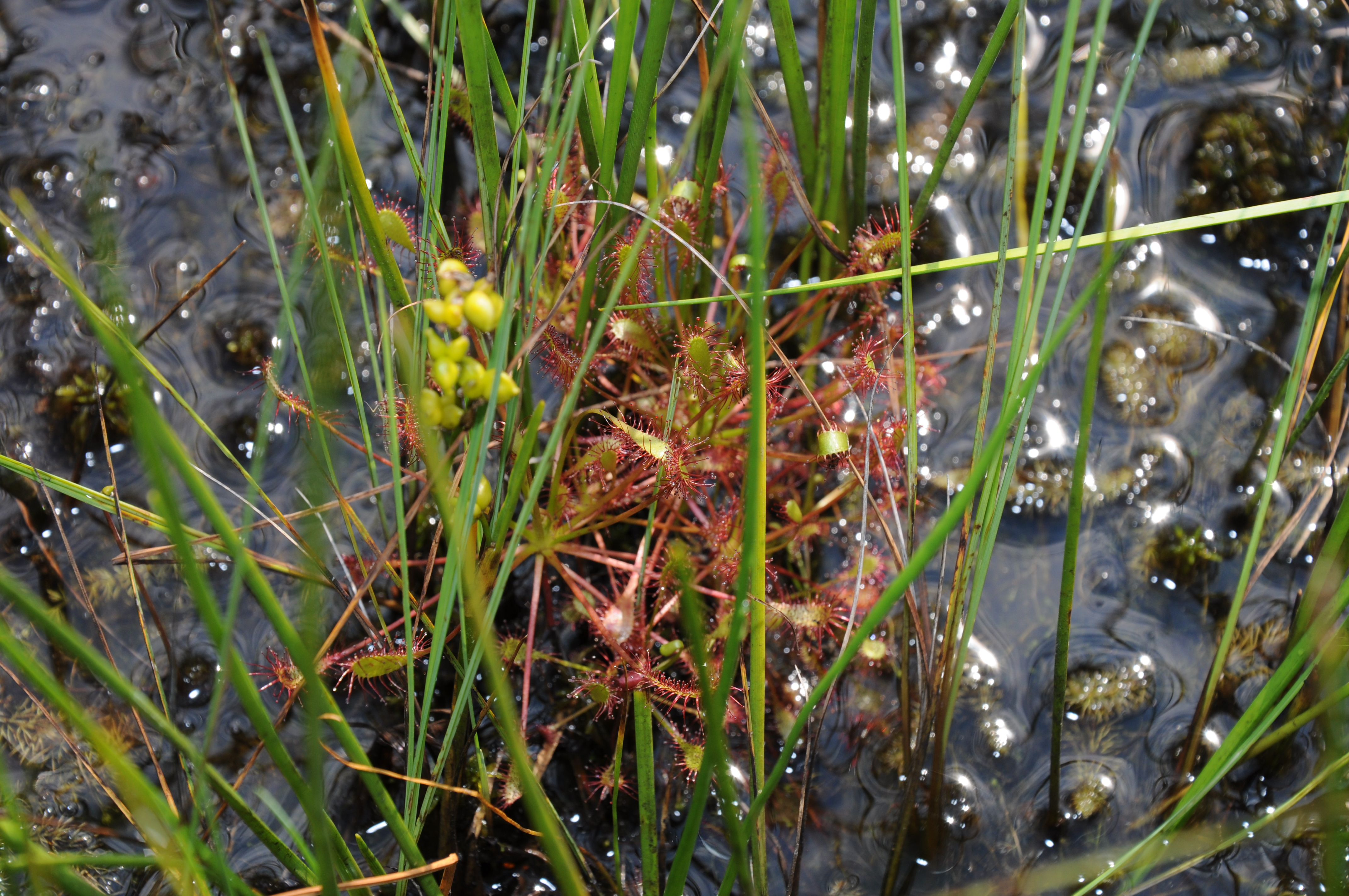
Росичка (Старосільське лісництво)

У флорі Рівненського природного заповідника рідкісні рослини дослідниками розподілено на три основні групи:
- види, які занесені до Червоної книги України: шейхцерія болотна, росичка середня, росичка англійська, лікаподіелла заплавна, хамарбія болотна, коручка болотна, пальчатокорінник м'ясочервоний, шолудивник королівський, ситник бульбистий, верба чорнична, хамедафна чашечкова, журавлина дрібноплода, зелениця Цайллера;
- рідкісні види: осока дводомна, осока тонкокореневищна, осока торфова, верба лапландська;
- види, мало поширені в Українському Поліссі: журавлина болотна, осока багнова, лісовий підвид толокнянки звичайної.

Загалом на території заповідника зберігаються ділянки, на яких представлені 10 рослинних угруповань, занесених до Зеленої книги України.
Кількість видів судинних рослин у Рівненському заповіднику за попередніми даними становить 563 види. Флора спорових рослин та грибів на сьогодні вивчена ще недостатньо: тут зареєстровано всього 26 видів лишайників, 101 вид грибів та 150 видів мохоподібних.
У складі флори судинних рослин заповідника трапляється 28 рідкісних видів, занесених до Червоної книги України. Крім них, тут росте кілька дуже рідкісних видів, які потребують занесення до Червоної книги України. Це осоки дводомна, тонкокореневищна, торфова, верба лапландська. Із рослин, що зростають у заповіднику, 2 види занесено до Європейського червоного списку, 1 вид — до додатку 1 Бернської конвенції, 28 видів віднесені до списку регіонально рідкісних видів.
На території Рівненського природного заповідника виявлено 150 видів мохоподібних: один вид антоцеротів, 17 — печіночників та 132 види мохів (Вірченко, 2014). Із них чотири види болотних мохів (гелодій Бландова, меезія тригранна, псевдокаліергон трирядний, скорпідій скорпіоноподібний) занесено до Червоної книги України, а один (гаматокауліс глянсуватий) — до Червоної книги мохоподібних Європи. Ще ряд рідкісних мохів тут знайдено у ялинових і вільхових лісах та на руїнах старих домів. Додаткового вивчення в заповіднику потребують печіночники і брієві мохи філій Сира Погоня та Переброди.

## Тваринний світ

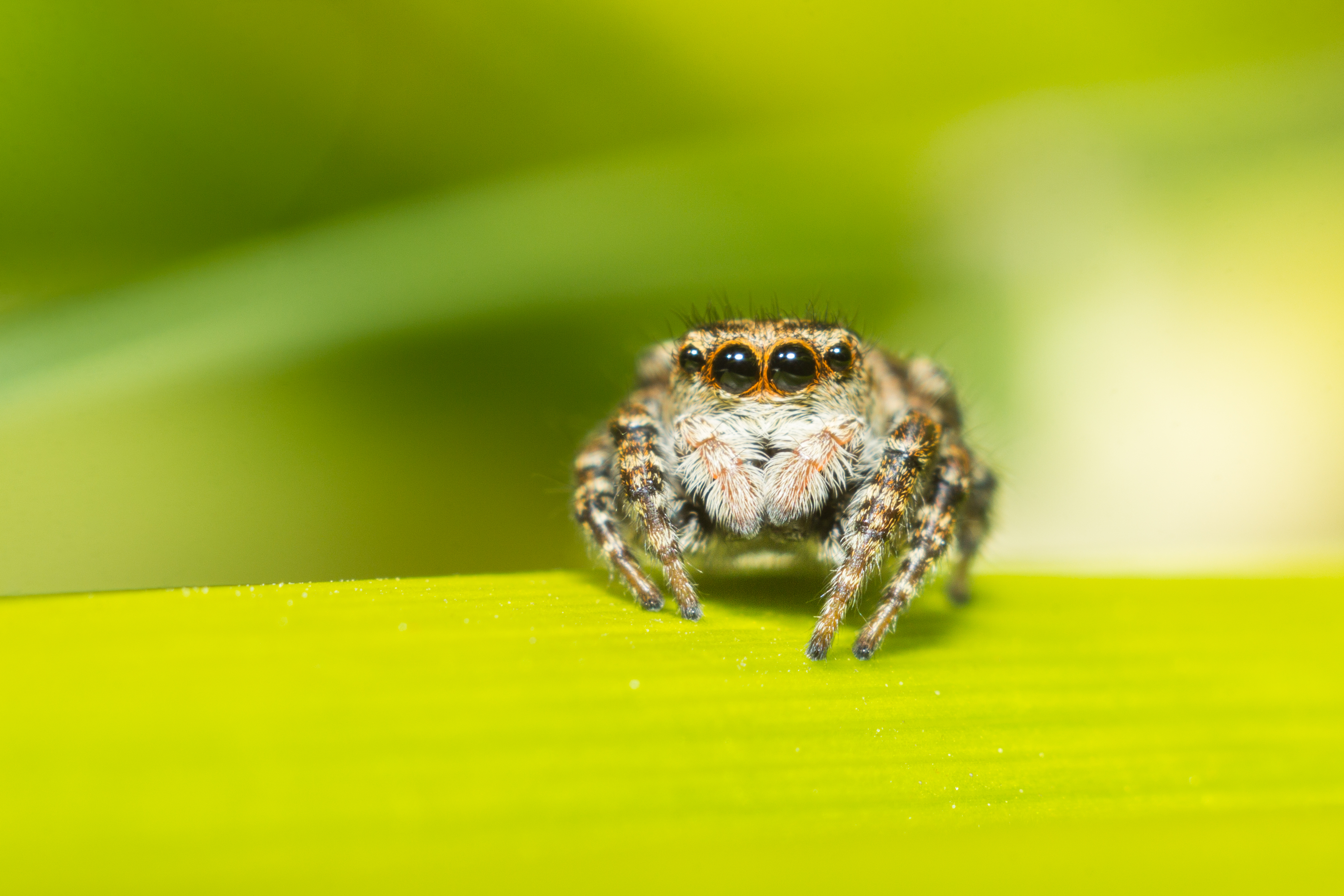
Павук-стрибун у заповіднику

Фауна заповідника представлена типовими для Полісся комплексами тварин. Загалом фауна хребетних заповідника нараховує 221 вид тварин. Фауна заповідника потребує подальшого вивчення.

### Ссавці
Тут мешкає 26 видів ссавців, найчисленнішою групою серед яких є гризуни. Поширені також хижаки — лисиця звичайна, вовк, єнотоподібний собака, ласка, горностай та інші. На особливу увагу заслуговує рись, що трапляється на ділянці Переброди.

### Птахи
Із 165 видів представлених тут птахів переважають види деревно-чагарникового комплексу. Характерною є наявність північних, тайгових видів — тетерука, орябка, зрідка — глухаря. На болотах гніздяться журавель сірий, кульон великий. Дуже характерним є лісовий кулик — слуква, який в інших районах Полісся трапляється рідко. На озерах Біле та Сомине мешкає лебідь-шипун, у глухих хвойних лісах, що межують із болотами, — лелека чорний. Досить поширені хижі птахи — боривітер звичайний, підсоколик великий, кібчик, лунь очеретяний, канюк звичайний, яструби. Виявлено гнізда дуже рідкісного для території України підорлика великого та орлана-білохвоста. Із рідкісних совиних на території заповідника гніздиться сова бородата, пугач.

### Плазуни та земноводні
На території заповідника нараховується 7 видів плазунів та 8 видів земноводних. Тут поширені гадюка, вуж звичайний, мідянка, веретільниця ламка, ящірки живородна та прудка, черепаха болотна, тритон гребінчастий.

### Риби
Риби у водоймах заповідника представлені 15 видами. В озері Біле мешкає вугор, сом та інші типові для Полісся види.

### Червона книга
До Червоної книги України занесено 25 місцевих видів тварин: із ссавців — кутора мала, заєць білий, норка європейська, борсук, видра річкова, горностай, рись звичайна, зубр; із птахів — підорлик малий, підорлик великий, орлан-білохвіст, скопа, сапсан, змієїд, глухар, журавель сірий, пугач, сова бородата, лелека чорний, сорокопуд сірий, жовна зелена, очеретянка прудка й інші. До Європейського червоного списку відноситься 7 видів, серед них, крім «чевонокнижних», тут відмічено вовка, вовчка ліщинового, деркача. У межах заповідника мешкають представники 124 видів тварин, що підлягають особливій охороні згідно з Бернською конвенцією, 15 видів, віднесених до «червоного» списку Міжнародного союзу охорони природи (МСОП), 29 видів вважаються регіонально рідкісними.

## Окремі райони і ділянки заповідника

### Переброди
«Переброди» — обводнений болотний масив, через що і дістав свою назву. Має рідкісний для України хід розвитку — периферійно-оліготрофний, тобто розвиток болота, наростання шару торфу, збіднення живлення тут відбуваються від периферії до центру. По периферії переважають перехідні угруповання осоково-сфагнових боліт, де ростуть рідкісні види флори України (шейхцерія болотна, росичка проміжна, верба чорнична, занесені до Червоної книги України) та рідкісні види осок — багнова, тонкокореневищна. Рідкісні для нашої країни осоково-шейхцерієво-сфагнові угруповання, що зростають в урочищі Корогод, занесено до Зеленої книги України.
У центральній, найбільш обводненій частині болотного масиву, зосереджені низинні болота. Тут переважають очерет та осока омська. Звичними є такі болотні види як смовдь болотяна, вербозілля звичайне, куничник сіруватий. Лісова рослинність на ділянці Переброди розміщується на невеликих мінеральних острівцях та гривах. Це переважно соснові ліси, вересові зеленомохові ділянки з чорницею, брусницею, орляком. Росте в них рідкісний вид плаунових — зелениця Цайллера, плямами виділяються ділянки північного виду — цінної лікарської рослини мучниці.

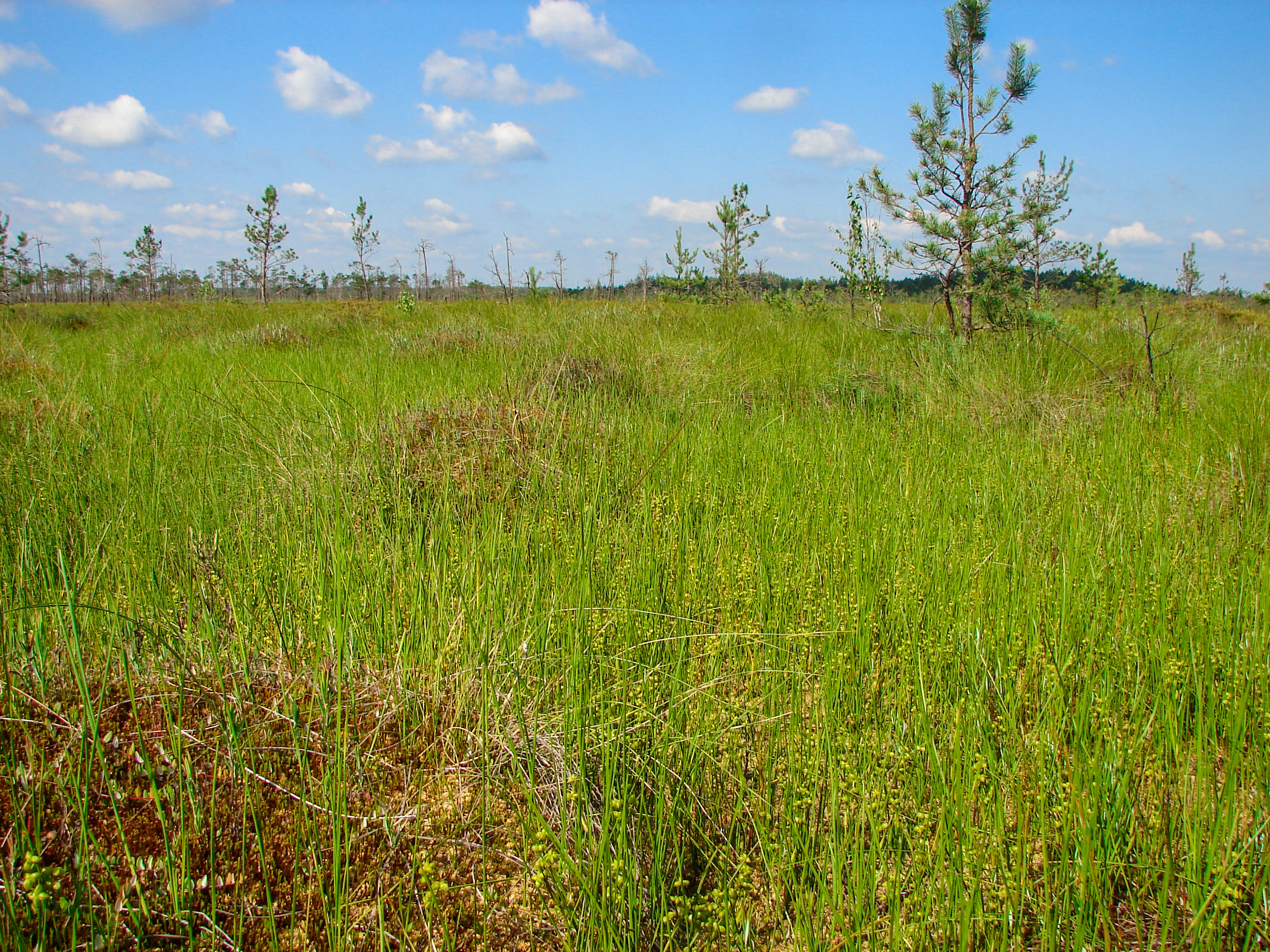
Масив Сира Погоня. Перехідне болото. Угруповання шейхцерії болотної

Масив Переброди у 2004 році віднесено до водно-болотних угідь міжнародного значення за Рамсарською конвенцією.

### Сира Погоня
«Сира Погоня» — єдиний болотний масив в Україні з горбисто-мочажинним природним комплексом, характерним для північних боліт. На ньому переважають верхові болотні угруповання, занесені до Зеленої книги України. Горби мають округло-видовжену форму і вкриті пригніченою сосною на сфагновому покриві. Тут ростуть нечисленні види рослин, які можуть витримати ці скрутні умови бідного мінерального живлення та високої кислотності. На горбах поряд з комахоїдною рослиною — росичкою круглолистою — росте рідкісний вид, занесений до Червоної книги України — журавлина дрібноплода.
Обводнені мочажини щільно затягнуті сфагновими мохами — здебільшого сфагнумом загостреним. На сфагновому покриві переважають шейхцерія болотна, осока багнова, зростають такі північні болотні рослини, як бобівник трилистий, образки болотні.

### Сомине

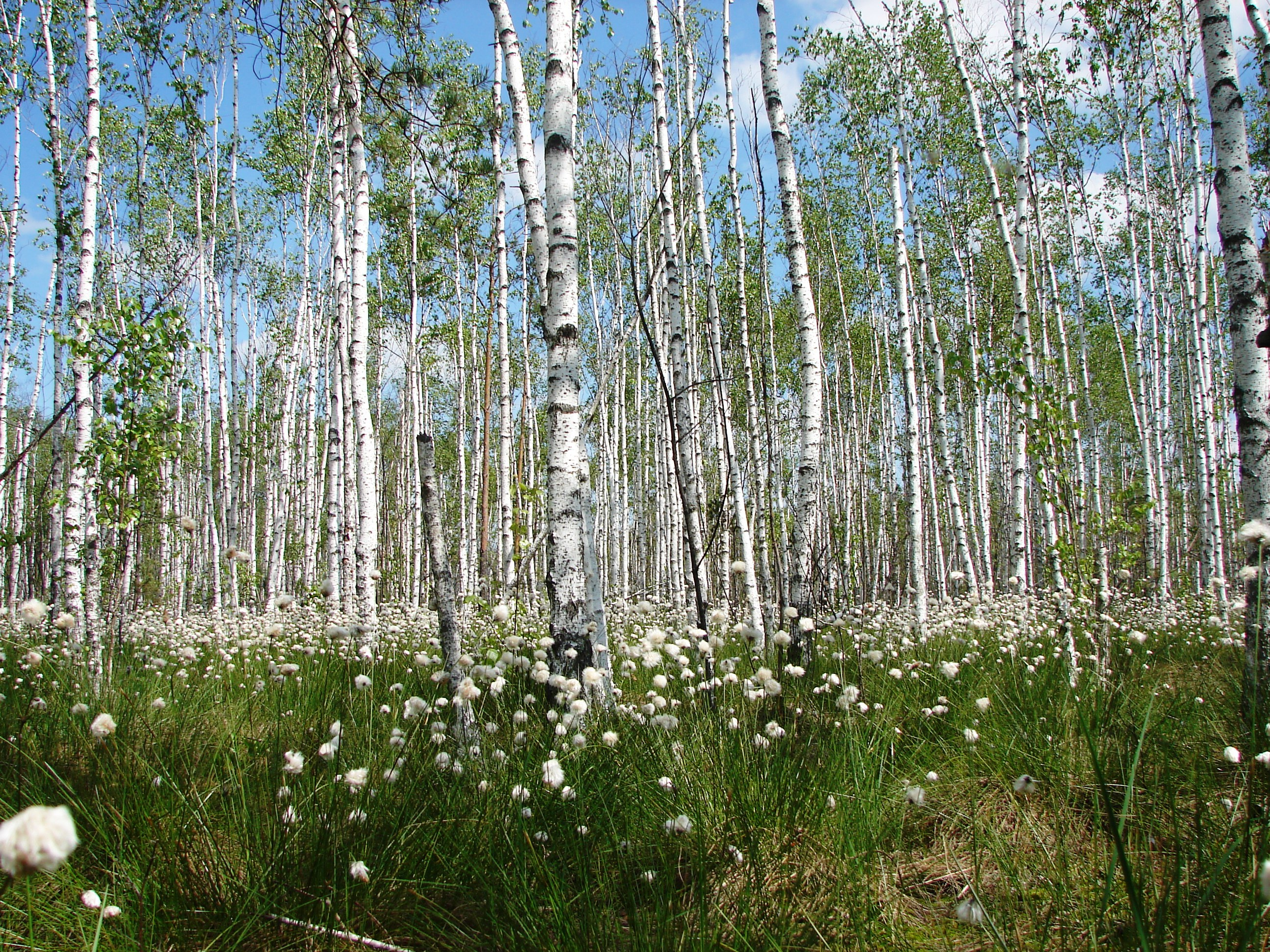
Масив Сомине. Заболочений березовий ліс

Ділянка «Сомине» за характером рослинного покриву має основні риси Західного Полісся. Це велика ділянка перехідних боліт, збережена у природному стані. Вона є крайньою південно-західною частиною болотного масиву Кремінне, розташованого в межиріччі річок Льва та Ствиги. Перехідне болото на цій ділянці переривається смугами суходолів та прилеглих лісових боліт. Тут розташоване озеро Сомине — типове озеро для Західного Полісся. Озеро ерозійно-карстового походження, його площа становить 56 га, максимальна глибина — 13 м.
На ділянці Сомине переважають осоково-сфагнові болота, трапляються ділянки очеретяно-осоково-сфагнових боліт. Тут росте багато рідкісних болотних видів рослин: росичка проміжна, шолудивник королівський, лікоподієлла заплавна, ситник бульбистий, верба чорнична, хамарбія болотна, поширені реліктові види — верба лапландська, осока тонкокореневищна. Масив Сомине — одна з найбагатших у флористичному відношенні ділянок заповідника.

### Білоозерська
«Білоозерська» ділянка відзначається різноманіттям болотних комплексів. У долині річки Березини виявлена майже вся гамма болотних рослинних угруповань українського Полісся — від осоково-гіпнових до осоково-сфагнових. Підвищені елементи рельєфу займають соснові ліси зеленомохові та чорницеві, ще вище — лишайникові, а знижені — заболочені ліси з багном болотним та молінією.

#### Озеро Біле
На території Білоозерського масиву розташоване озеро Біле карстового походження. Це — одне з найбільших озер у Рівненській області. Його площа становить 453 га, середня глибина — 4 м, максимальна глибина — 26 м. Вода його чиста й прозора, на дні добре видно майже біле вапнякове каміння, яке і дало озеру таку назву. По його берегах рідкими смугами ростуть очерет і куга озерна, подекуди на воді трапляються ділянки з лататтям білим.